# Rauhe Ebrach
Die Rauhe Ebrach ist ein 47,3 km langer, westlicher und linker Zufluss der Regnitz im nördlichen Bayern in den unterfränkischen Landkreisen Schweinfurt und Haßberge und zuletzt im oberfränkischen Landkreis Bamberg.
Sie fließt aus dem Wustvieler Forst durch eine Exklave der Gemeinde Michelau im Steigerwald (beide im Landkreis Schweinfurt) und dann in ostsüdöstlicher bis östlicher Richtung durch die Gemeinde Rauhenebrach (im Landkreis Haßberge) sowie durch die Gemeinde Schönbrunn im Steigerwald, wo sie auch das gemeindefreie Gebiet Lindach berührt, durch Markt Burgebrach und die Gemeinden Frensdorf und Pettstadt (alle Landkreis Bamberg), wo sie zuletzt die Regnitz erreicht.

## Etymologie
Der Name Ebrach geht auf eine Zeit zurück, in der am Eberbach noch Wildschweine lebten. Der Zusatz rauh unterscheidet den gefällereicheren und wilderen der beiden Eberbäche von der Reichen Ebrach.

## Geographie

### Quelle
Die Rauhe Ebrach entspringt im Nordwesten des Naturparks Steigerwald nahe der dort etwas verworrenen Grenze des Landkreises Schweinfurt zum Landkreis Haßberge. Ihre oberste Quelle liegt zwischen dem zu Michelau gehörenden Weiler Neuhausen im Norden und dem zu Rauhenebrach gehörenden Dorf Geusfeld im Süden, wenig unterhalb der Westhangkante des Wustvieler Forstes, im Hangwaldgewann Schweinsgrube auf 447 m ü. NHN Höhe.

### Weiterer Verlauf

#### Quellbach
Von dort verläuft der junge Fluss westsüdwestlich etwa einen Kilometer lang den Hang hinunter, kehrt in der erreichten Aue sofort nach Süden und nimmt dann auf knapp 340 m Höhe von rechts einen anderen Oberlauf in Tallaufrichtung durch die Ebracher Wiesen aus der Nähe von Neuhausen auf. Dieser Bach, der im quellnahen Oberlauf teils trockenfällt und sonst unbeständiger fließt, ist bis dorthin sogar etwas länger als die Rauhe Ebrach bis zu dieser Stelle und besitzt ein ausgeprägtes Tal zwischen dem Wustvieler Forst links und dem Vollberg (456,7 m) rechts. Wenige Schritte danach mündet von links der kürzere, zum Hangoberlauf der Rauhen Ebrach parallele Dürrangenbach, dessen Quelle auf 424 m liegt.

#### Oberlauf
Der vereinte Fluss zieht durch einen kurzen Talwaldriegel, in dem er den Landkreis Schweinfurt verlässt und in den Landkreis Haßberge gelangt und speist ca. 300 m nach der Kreisgrenze vier Teiche. Unmittelbar danach mündet der Vogeltränkbach von links, worauf sich die Rauhe Ebrach beim Rauhenebracher Gut Waldschwind an der Staatsstraße 2274 grob nach Osten wendet, eine Richtung, die sie dann recht genau beibehält. 
Noch unter ihrem Wendesporn Grasberg (432,8 m) speist sie einen weiteren Teich und nimmt von rechts den Mönchshofbach auf, im folgenden Rauhenebrach-Geusfeld aus derselben Richtung den Spreubach. Im nächsten Teilort Wustviel fließt von links und aus der Mitte des Wustvieler Forstes der merklich längere Oesbach zu, von rechts der Seitzbach.

#### Mittellauf
Danach liegt Rauhenebrach-Untersteinbach in einer Talspinne, in die von rechts der Schmerbach fließt und von links der aus drei sich kurz zuvor vereinenden Bachtälern gespeiste Steinbach. Gleich nach dem Dorf liegt die Aumühle an einem linken Mühlgraben. Danach folgt Theinheim, wo von links der Schulterbach und wenig außerhalb von rechts der Erlenbach mündet. Zwischen Falsbrunn und Prölsdorf mündet von rechts der Kehlingsbach, wonach gleich links ein längerer Mühlkanal abgeht, der im Dorf kurz vor dem Zulauf des Heinzleinsbachs von derselben Seite wieder mündet; an der Kläranlage unterhalb davon fließt dann von rechts der Rotbach auf der Kreisgrenze zu. Kurz nach Verlassen des Naturparks Steigerwald verlässt die Rauhe Ebrach die Gemeinde Rauhenebrach im Landkreis Haßberge und tritt in die Gemeinde Schönbrunn im Steigerwald des Landkreises Bamberg ein.
Dort liegt Halbersdorf auf dem linken Hangfuß, vor dem folgenden Zettmannsdorf zweigt der Kanal Mühlbach links ab, wenige Schritte weiter mündet von rechts das Tal des Lindachbächleins, das in einem rechten Auengraben parallel weiterfließt und vom ebenfalls aus einem südlichen Tal zulaufenden Leiberstattbach gekreuzt wird, ehe unterhalb des Dorfs der Mühlbach zurückfließt, gleich darauf mündet der Virnbach von links und gegenüber von Oberneuses erreicht das Lindachbächlein die Rauhe Ebrach. Auch auf den Hauptort Schönbrunn läuft ein Mühlkanal zu, diesmal am rechten, südlichen Hangfuß, der die Rauhe Ebrach an der dörflichen Straßenbrücke wieder erreicht, kurz danach kommt der Gruber Bach aus Norden. An Niederndorf am rechten Hügelfuß vorbei zieht wiederum ein Auengraben, der nach Überqueren der Gemeindegrenze zu Burgebrach vor Ampferbach mündet.
Zwischen diesem Dorf und Dietendorf unmittelbar gegenüber auf der Nordseite fließt von links der Diedenbach zu, hinter beiden und wiederum von links kommen der Gallersbach und der Eschenbach. Der am Ortsrand von Grasmannsdorf von derselben Seite die Aue erreichende Sauerwiesengraben mündet dort nicht, sondern läuft als linker Parallelgraben weiter, der über einen Düker das Wasser aus einem auf der rechten Seite seit Ampferbach parallel laufenden Graben aufnimmt. Gleich danach mündet von rechts auf rund 265 m Höhe der größte Nebenfluss, die etwa 25 km lange und zuvor durch Burgebrach fließende Mittlere Ebrach, von der ein linker Nebengraben in den Düker fließt.

#### Unterlauf
Unterhalb dieser Mündung laufen oft Nebengräben zum Fluss, der nun auch häufig in den Wiesen mändert und von Altwasserabschnitten gesäumt wird. In Unterneuses gibt es einen rechtsseitigen Mühlkanal; am Unterharnsbach leicht versetzt dem Hang gegenüber mündet das Fischersbachl, vor dem rechts ans Ufer grenzenden Stappenbach kommt der Bauerngraben, nach der Siedlung nahe der Gemeindegrenze zu Frensdorf das Heiligenbachl, beide von rechts.
Zwischen den zusammengewachsenen Orten Abtsdorf und Vorra am linken Ufer fließt der Birkacher Graben zu. Entlang der auf der Höhe von Frensdorf den Fluss querenden Staatsstraße 2254 mündet von Norden der Reutherseegraben, durchs Dorf fließt danach gegenüber der Seebach zu. Der Gemeindeteil Reundorf liegt  am linken Hang.

### Mündung
Nach Übertritt auf dessen Gemeindegemarkung fließt der Fluss noch in nordöstlichem Lauf an Pettstadt am rechten Ufer vorbei und mündet auf rund 240 m Höhe in den dort von Südosten kommenden Main-Zufluss Regnitz.
Weniger als vier Kilometer südöstlich und flussaufwärts mündet die Reiche Ebrach in die Regnitz, weniger als einen dreiviertel Kilometer weiter nördlich und flussabwärts die Aurach, beide ebenfalls von links und mit sehr ähnlicher Fließrichtung.

### Einzugsgebiet

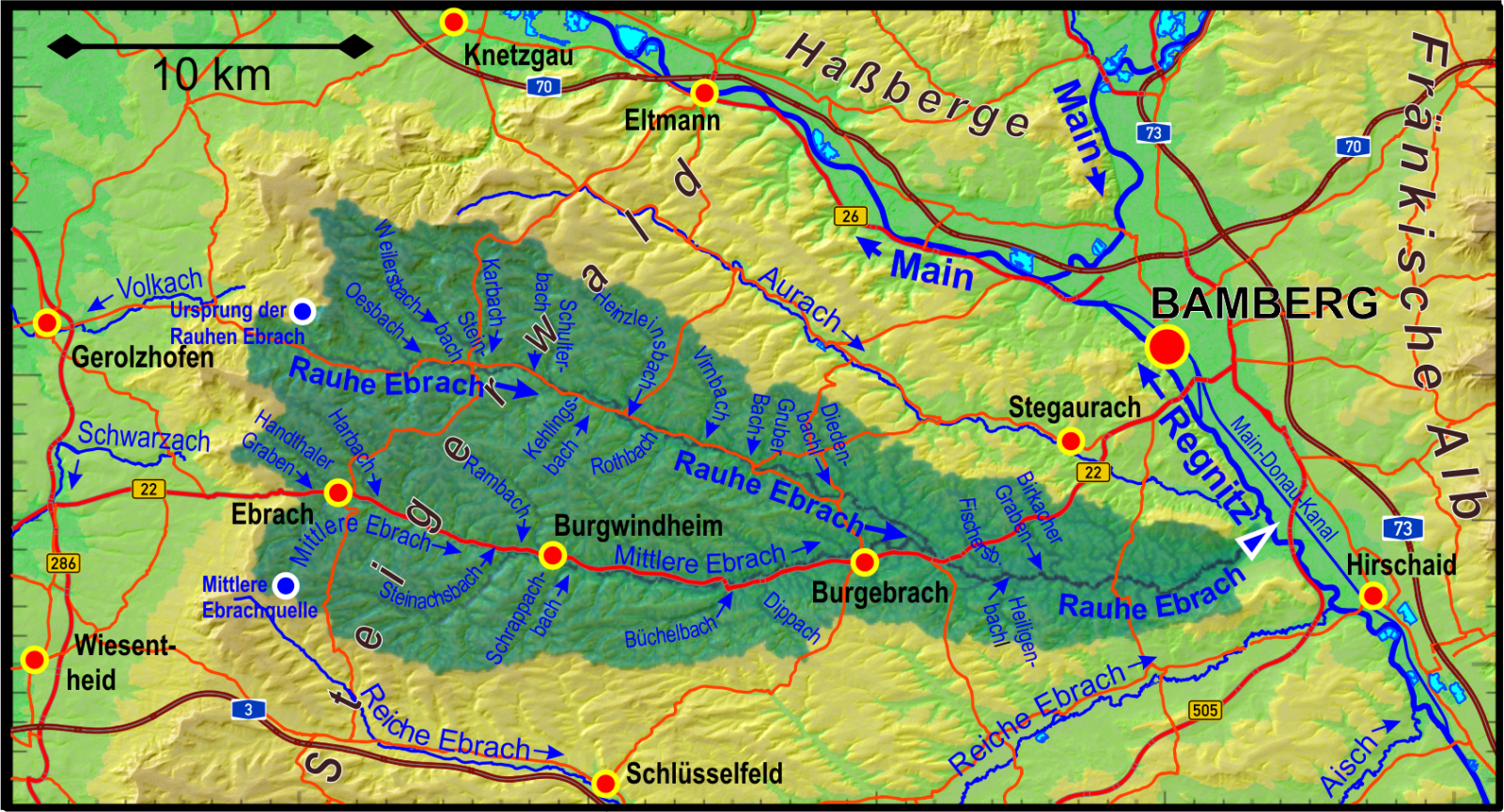
Einzugsgebiet der Rauhen Ebrach

Das 324,39 km² große Einzugsgebiet der Rauhen Ebrach wird durch sie über die Regnitz, den Main und den Rhein zur Nordsee entwässert.
Es grenzt
- im Süden an das Einzugsgebiet der Reichen Ebrach, die in die Regnitz mündet;
- im Westen an das der Schwarzach, die in den Main mündet;
- im Nordwesten nacheinander an die Einzugsgebiete der drei Mainzuflüsse Volkach, Steinsfelder Mühlbach sowie Stöckigsbach und
- im Norden an das Einzugsgebiet der Aurach, die in die Regnitz mündet.

Das Einzugsgebiet ist in den höheren Randbereichen bewaldet und in den Tälern wechseln landwirtschaftliche Nutzflächen mit Siedlungen ab. Die höchste Erhebung ist der Euerberg mit einer Höhe von 491 m ü. NHN im Nordwesten des Einzugsgebiets.

### Zuflüsse
Zuflüsse von der Quelle zur Mündung. Auswahl.
Im unteren Tal laufen in der Aue oft Gräben neben dem Fluss, die ihn teilweise in Dükern unterqueren. Mancherorts gibt es zwei solche flussparallele Gräben. Angegeben sind jeweils die Länge des jeweiligen Zuflusses sowie sein Mündungsort und seine Mündungshöhe. Andere Quellen für die Angaben sind vermerkt. Die ersten zwei Werte wurden in der Regel abgemessen. Nur direkte Zuflüsse. Zum Vergleich auch die Werte der Rauhen Ebrachs selbst. Nur die Rauhe Ebrach und die Mittlere Ebrach besitzen amtliche Gewässerkennzahlen (GKZs): Die Rauhe Ebrach hat die GKZ 24294, und die Mittlere Ebrach die GKZ 242942. Für die anderen Zuflüsse liegen keine amtlichen GKZs vor.
| Name             | GKZ    | Lage   | Länge in km | EZG in km² | Mündungshöhe in m ü. NHN | Mündung                                           |
| ---------------- | ------ | ------ | ----------- | ---------- | ------------------------ | ------------------------------------------------- |
| Oesbach          |        | links  | 04,2        | 003,6      | 313                      | nördlich von Wustviel                             |
| Steinbach        |        | links  | 09,5        | 022,6      | 304                      | östlich von Untersteinbach                        |
| Schulterbach     |        | links  | 06,3        | 009,7      | 294                      | südlich von Theinheim                             |
| Erlenbach        |        | rechts | 03,6        | 005,9      | 291                      | zwischen Theinheim und Falsbrunn                  |
| Heinzleinsbach   |        | links  | 05,7        | 010,1      | 283                      | in Prölsdorf                                      |
| Virnbach         |        | links  | 03,9        | 005,4      | 276                      | zwischen Zettmannsdorf und Oberneuses             |
| Lindachsbach     |        | rechts | 04,5        | 003,9      | 275                      | zwischen Oberneuses und Schönbrunn im Steigerwald |
| Dietenbächlein   |        | links  | 03,6        | 004,1      | 266                      | zwischen Ampferbach und Dietendorf                |
| Mittlere Ebrach  | 242942 | rechts | 29,7        | 134,0      | 261                      | östlich von Burgebrach                            |
| Sauerwiesgraben  |        | links  | 04,2        | 004,5      | 258                      | zwischen Ober- und Unterharnsbach                 |
| Fischersbach     |        | links  | 03,1        | 003,7      | 258                      | zwischen Ober- und Unterharnsbach                 |
| Birkacher Graben |        | rechts | 04,0        | 006,0      | 253                      | südlich von Vorra                                 |
| Rauhe Ebrach     | 24294  | n. a.  | 47,3        | 324,4      | 240                      | östlich von Pettstadt                             |

## Natur und Umwelt

### Fauna
In der Rauhen Ebrach kommen folgende Fischarten vor: Europäischer Aal, Äsche, Barbe, Forelle, Hecht, Karpfen, Nase und Schleie, sowie der Flusskrebs.
Im Rahmen der Managementplanung für das FFH-Gebiet Buchenwälder und Wiesentäler des Nordsteigerwaldes wurde die Fauna der Rauhen Ebrach umfassend untersucht. Ein besonderer Fokus der Untersuchung lag auf dem Vorkommen geschützter Arten. Es wurde beispielsweise überprüft, ob der Steinkrebs, eine in Deutschland besonders geschützte Art, in der Rauhen Ebrach vorkommt. Der Steinkrebs, der auf der Roten Liste Bayerns steht, konnte jedoch nicht nachgewiesen werden. Auch die potenziellen Habitatstrukturen für den Steinkrebs wurden nur mit der Bewertung "C" eingestuft, was auf eine geringe Eignung hinweist.
Ebenso wurde nach dem Vorkommen des Bachneunauges gesucht, einer ebenfalls besonders geschützten und in Bayern als gefährdet eingestuften Art. Auch hier blieb der Nachweis aus, und nur ein geringer Prozentsatz der untersuchten Strecke wurde als geeignetes Habitat für das Bachneunauge eingestuft.
Nachgewiesen wurden hingegen der Dreistachlige Stichling und die Bachschmerle. Die Mühlkoppe, eine weitere Art von Interesse, konnte ebenfalls nicht nachgewiesen werden, auch für diese Art gelten die Habitatstrukturen als unzureichend.

### Naturschutz
Der Flusslauf der Rauhen Ebrach verläuft größtenteils durch landwirtschaftliche Offenlandflächen. Im oberen Teil des Flusses im Steigerwald durchquert die Rauhe Ebrach den Naturwald Dürranken, ein 7,17 Hektar großes Schutzgebiet mit der Kennnummer 4790. Im Zuge des Volksbegehrens Artenvielfalt und Naturschönheit in Bayern im Jahr 2019 entschloss sich die Bayerische Staatsregierung, zehn Prozent des Staatswaldes aus der Nutzung zu nehmen. In Reaktion darauf wurde das Gebiet des Dürranken 2022 offiziell als Naturwald ausgewiesen. Bereits vor dieser Ausweisung war das Gebiet von den Bayerischen Staatsforsten als sogenannter Klasse-1-Wald aus der forstwirtschaftlichen Nutzung genommen worden. Durch die Umwandlung in einen Naturwald ist dieses Gebiet nun dauerhaft der natürlichen Waldentwicklung überlassen. Der Naturwald Dürranken zeichnet sich durch einen seltenen Waldbestand aus Schwarzerle, Fichte und Buche aus. Dieser Naturwald ist Teil der bundesweiten Initiative zur Förderung der natürlichen Waldentwicklung und trägt zum Ziel bei, langfristig fünf Prozent der Wälder in Deutschland aus der Nutzung zu nehmen.
Entlang des weiteren Flussverlaufs der Rauhen Ebrach liegen zahlreiche Biotope. Dazu zählt unter anderem das Biotop „Extensive Teichkette nördlich Waldschwind“, das insbesondere der Erhaltung von Unterwasser- und Schwimmblattvegetation dient. Eine bedeutende Rolle spielt das Biotop „Bachbegleitende Vegetation an der Rauhen Ebrach“, das sich entlang großer Teile des Flusses erstreckt und verschiedene Biotoptypen schützt, darunter Gewässer-Begleitgehölze, seggen- und binsenreiche Nasswiesen, Sümpfe sowie feuchte und nasse Hochstaudenfluren. Dieses Biotop erstreckt sich nahezu ununterbrochen von Wustviel bis nach Prölsdorf hinab. Nach Prölsdorf beginnt das Biotop „Gehölzsäume an der Rauhen Ebrach und an Nebenbächen“, das ebenfalls dem Schutz von Gewässer-Begleitgehölzen dient. Insgesamt verläuft der Flusslauf der Rauhen Ebrach über weite Strecken durch gesetzlich geschützte Biotope, die auf vielen Abschnitten beidseits des Flusses liegen.